# 츠노가에 카즈에
츠노가에 카즈에(일본어: 角替和枝, 1954년 10월 21일 - 2018년 10월 27일)는 일본의 배우이다.

## 출연작품

### 드라마
- 2002년 가면라이더 류우키 - 칸자키 사나코